# 大阪市立中泉尾小学校
大阪市立中泉尾小学校（おおさかしりつ なかいずおしょうがっこう）は、大阪市大正区にある公立小学校。

## 沿革
現在の大正区の地域では第一次世界大戦を契機にした工業地帯化により、大正時代には工場で働く労働者とその家族が多く移住するようになり、それに伴い地域の人口も増加していった。
地域の小学校も児童数が急増し、短期間の間に新設校が相次いで開校した。既存校の児童数増加の背景から、当校についても北恩加島尋常小学校（現在の大阪市立北恩加島小学校）及び泉尾第二尋常小学校（現在の大阪市立泉尾北小学校）の校区を再編する形で、1924年に大阪市泉尾第三尋常小学校として開校した。開校当初は359名の児童を北恩加島・泉尾第二の両校から編入し、8学級編成だった。
1941年には国民学校令により、大阪市中泉尾国民学校に改称した。1944年には大阪市を含む大都市の国民学校3年生以上児童に対して学童疎開が指示された。学童疎開は児童の縁故によるものを原則としたが、縁故に頼れない児童については学校から集団疎開に参加するよう強力に勧奨された。大阪市では集団疎開先の府県を各行政区ごとに割り当て、大正区の国民学校には徳島県への集団疎開が指定された。
中泉尾国民学校では1944年の第一次疎開対象者について、徳島県名東郡国府町（現在は徳島市に編入）・名西郡川原村へと疎開することになった。翌1945年には疎開対象者が1-2年児童にも拡大された。1-2年児童・および3年生以上で第一次疎開対象から漏れた児童についても集団疎開させることにしたが、当時すでに米軍が瀬戸内海に機雷を敷設していたため、大正区の疎開先に指定されていた徳島県に渡るのは危険として、第二次疎開対象者については石川県穴水町への疎開を実施している。
太平洋戦争の戦災で地域が大きな被害を受けたため、1946年には近隣の泉尾北国民学校を休校とし、中泉尾国民学校に統合した。
1947年の学制改革により、大阪市立中泉尾小学校と称した。地域の復興により1952年頃には児童数がピークの1643名・30学級にまで増大した。翌1953年には、休校となっていた旧泉尾北国民学校が大阪市立泉尾北小学校として再開することになり、生徒836名を送った。
その後は市の人口減少につれ、生徒数も減少傾向にあったが、近年は付近の住宅増加のため、わずかに増加している。

### 年表
- 1924年4月 - 大阪市泉尾第三尋常小学校として開校。
- 1925年 - 校章を制定。
- 1934年 - 室戸台風により、木造建西校舎6教室倒壊の被害。
- 1937年 - 泉尾第3商業青年学級を併設する。
- 1941年4月1日 - 国民学校令により、大阪市中泉尾国民学校と改称。
- 1944年 - 徳島県・石川県へ学童集団疎開。
- 1945年 - 疎開児童帰校する。
- 1946年4月1日 - 太平洋戦争の戦災により、大阪市泉尾北国民学校（泉尾北小学校）を統合。
- 1947年 - 学制改革により、大阪市立中泉尾小学校と改称。
- 1948年 - PTA結成。
- 1953年 - 大阪市立泉尾北小学校が再開校。当校から分離。
- 1964年 - 校歌を制定（山中二郎の作詞・作曲）。
- 1967年 - 現在の標準服を制定。
- 1968年 - 道徳教育推進校の指定を受け、研究発表を行う。
- 1974年 - 肢体不自由児学級開設。
- 1991年 - 大阪市教育委員会から、生活指導の研究校に指定される。
- 1992年 - 生活指導研究校としての研究発表を行う。

## 通学区域
- 大阪市大正区 泉尾3-4丁目全域、5丁目の一部、6丁目の一部、7丁目の一部。

卒業生は大阪市立大正東中学校へ進学する。

## 交通
- 大阪環状線・地下鉄長堀鶴見緑地線 大正駅から南へ約1.3km（徒歩約20分）。
- 大阪シティバス「泉尾3丁目」バス停から東へすぐ